# Давид ди Донателло 2011
56-я церемония вручения наград премии «Давид ди Донателло» состоялась 6 мая 2011 года, место проведения — Auditorium di Santa Cecilia.

## Победители и номинанты

### Лучший фильм
- Мы верили, режиссёр Марио Мартоне
- Базиликата: От побережья к побережью, режиссёр Рокко Папалео
- Добро пожаловать на юг, режиссёр Лука Миньеро
- Наша жизнь, режиссёр Даниеле Лукетти
- Тихая жизнь, режиссёр Клаудио Купеллини

### Лучшая режиссура
- Даниеле Лукетти — Наша жизнь
- Лука Миньеро — Добро пожаловать на юг
- Паоло Дженовезе — Незрелые
- Саверио Костанцо — Одиночество простых чисел
- Микеланджело Фраммартино — Четырежды
- Марио Мартоне — Мы верили
- Марко Беллоккьо — Мои сёстры
- Клаудио Купеллини — Тихая жизнь

### Лучший дебют в режиссуре
- Рокко Папалео — Базиликата: От побережья к побережью
- Аурелиано Амадеи — Двадцать сигарет
- Эдоардо Лео — Спустя 18 лет
- Паола Рэнди — В рай
- Массимилиано Бруно — Секс – за деньги, любовь – бесплатно

### Лучший сценарий
- Марио Мартоне и Джанкарло Де Катальдо — Мы верили
- Рокко Папалео и Вальтер Лупо — Базиликата: От побережья к побережью
- Паоло Дженовезе — Незрелые
- Сандро Петралья, Стефано Рулли и Даниеле Лукетти — Наша жизнь
- Филиппо Гравино, Гвидо Юкулано и Клаудио Купеллини — Тихая жизнь

### Лучший продюсер
- Тильде Корси, Джанни Ромоли и Клаудио Бонивенто — Двадцать сигарет
- Изабелла Кокуцца, Артуро Палья, Марк Ломбардо и Элизабета Ольми — Базиликата: От побережья к побережью
- Риккардо Тоцци, Марко Кименц, Джованни Стабилини, Франческа Лонгарди — Добро пожаловать на юг
- Анджело Барбагалло — Джанни и женщины
- Грегорио Паонесса, Марта Дондзелли, Сусанна Мариан, Филипп Бобер, Габриелла Манфре, Эльда Гвидинетти и Андрес Пфаффли — Четырежды
- Карло Дельи Эспости, Кончита Айрольди и Джорджо Мальюло — Мы верили

### Лучшая женская роль
- Паола Кортеллези — Секс — за деньги, любовь — бесплатно
- Анджела Финоккьяро — Добро пожаловать на юг
- Сара Фельбербаум — Конфетка
- Изабелла Рагонезе — Наша жизнь
- Альба Рорвахер — Одиночество простых чисел

### Лучшая мужская роль
- Элио Джермано — Наша жизнь
- Клаудио Бизио — Добро пожаловать на юг
- Виничио Маркьони — Двадцать сигарет
- Антонио Альбанезе — Ну да ладно
- Ким Росси Стюарт — Валланцаска — ангелы зла

### Лучшая женская роль второго плана
- Валентина Лодовини — Добро пожаловать на юг
- Валерия Де Франчискис — Джанни и женщины
- Клаудия Потенца — Базиликата: От побережья к побережью
- Барбора Бобулова — Красота осла
- Анна Фольетта — Секс — за деньги, любовь — бесплатно

### Лучшая мужская роль второго плана
- Джузеппе Баттистон — Страсть
- Рауль Бова — Наша жизнь
- Алессандро Сьяни — Добро пожаловать на юг
- Рокко Папалео — Секс — за деньги, любовь — бесплатно
- Франческо Ди Лива — Тихая жизнь

### Лучшая операторская работа
- Ренато Берта — Мы верили
- Витторио Омодеи Дзорини — Двадцать сигарет
- Лука Бигацци — Конфетка
- Фабио Чанкетти — Одиночество простых чисел
- Арнальдо Катинари — Валланцаска — ангелы зла

### Лучшая музыка
- Рита Маркотулли и Рокко Папалео — Базиликата: От побережья к побережью
- Умберто Шипионе — Добро пожаловать на юг
- Тео Теардо — Конфетка
- Фаусто Мезолелла — В рай
- Хуберт Весткемпер — Мы верили

### Лучшая песня
- Mentre dormi исполнители Макс Гадзе и Джимми Сантуччи — Базиликата: От побережья к побережью
- L’amore non ha religione исполнители Чекко Дзалоне — Какой прекрасный день
- Immaturi исполнители Алекс Бритти — Незрелые
- Capocotta Dreamin' — Маурицио Филардо (музыка), Массимилиано Бруно и Марко Кониди (текст) — Секс — за деньги, любовь — бесплатно
- Qualunquemente исполнители Пеппе Вольтарелли, Сальваторе Де Сиена, Америго Сирианни (музыка), Антонио Альбанезе и Пьеро Гуэррера (текст) — Ну да ладно

### Лучшая художественная постановка
- Эмита Фригато — Мы верили
- Франческо Фриджери — Мои друзья – Как всё начиналось
- Паола Коменчини — Добро пожаловать на юг
- Паки Медури — В рай
- Тонино Дзера — Валланцаска — ангелы зла

### Лучший костюм
- Урсула Патцак — Мы верили
- Альфонсита Леттьери — Мои друзья — Как всё начиналось
- Нана Чекки — Кристин Кристина
- Франческа Сартори — Страсть
- Роберто Кьокки — Валланцаска — ангелы зла

### Лучший визаж
- Витторио Содано — Мы верили
- Винченцо Мастрантонио — Мои друзья — Как всё начиналось
- Лорелла де Росси — Горбачёв
- Джанфранко Мекаччи — Страсть
- Франческо Нарди и Маттео Сильви — Валланцаска — ангелы зла

### Лучший парикмахер
- Альдо Синьоретти — Мы верили
- Фердинандо Меролла — Мои друзья — Как всё начиналось
- Маурицио Таманьини — Кристин Кристина
- Массимо Гаттабрузи — Одиночество простых чисел
- Тереза Ди Серио — Ну да ладно
- Клаудиа Паллотти и Тереза Ди Серио — Валланцаска — ангелы зла

### Лучший монтаж
- Алессио Дольоне — Двадцать сигарет
- Мирко Гарроне — Наша жизнь
- Якопо Куадри — Мы верили
- Франческа Кальвелли — Мои сёстры
- Консуэло Катуччи — 'Валланцаска — ангелы зла

### Лучший звук
- Бруно Пуппаро — Наша жизнь
- Марио Якуоне — Двадцать сигарет
- Франческо Лиотар — Базиликата: От побережья к побережью
- Паоло Бенвенути и Симон Паоло Оливьеро — Четырежды
- Гаэтано Чарито и Маричетта Ломбардо — Мы верили

### Лучшие визуальные эффекты
- Rebel Alliance' — Двадцать сигарет
- CANECANE — Мои друзья — Как всё начиналось
- RESET VFX — Кристин Кристина
- Паола Тризольо, Стефано Маринони, Паола Ранди и Daniele Stirpe Jost — В рай
- Джанмарио Катания и Коррадо Виргили — Winx Club: Волшебное приключение

### Лучший документальный фильм
- È stato morto un ragazzo, режиссёр Филиппо Вендеммиати
- L’ultimo Gattopardo: Ritratto di Goffredo Lombardo, режиссёр Джузеппе Торнаторе
- Ritratto di mio padre, режиссёр Мария Соле Тоньяцци
- This is my Land… Hebron, режиссёр Стивен Натансон и Джулия Амати
- Ward 54, режиссёр Моника Маджони

### Лучший короткометражный фильм
- Jody delle giostre, режиссёр Адриано Сфорци
- Io sono qui, режиссёр Марио Пиредда
- Caffè Capo, режиссёр Андреа Дзаккарьелло
- Salvatore, режиссёр Бруно Урсо и Фабрицио Урсо
- Stand By Me, режиссёр Джузеппе Марко Альбано

### Лучший европейский фильм
- Король говорит!, режиссёр Том Хупер
- Ещё один год, режиссёр Майк Ли
- Тайна в его глазах, режиссёр Хуан Хосе Кампанелья
- Месть, режиссёр Сюзанна Бир
- О людях и богах, режиссёр Ксавье Бовуа

### Лучший иностранный фильм
- Потустороннее, режиссёр Клинт Иствуд
- Чёрный лебедь, режиссёр Даррен Аронофски
- Начало, режиссёр Кристофер Нолан
- Пожары, режиссёр Дени Вильнёв
- Социальная сеть, режиссёр Дэвид Финчер

### Premio David Giovani
- Двадцать сигарет, режиссёр Аурелиано Амадеи
- Добро пожаловать на юг, режиссёр Лука Миньеро
- Мы верили, режиссёр Марио Мартоне
- Другой мир, режиссёр Сильвио Муччино
- Валланцаска — ангелы зла, режиссёр Микеле Плачидо

### За жизненные достижения
- Клаудио Бонивенто
- Этторе Скола